# 尼帕-庫圖布縣
6°08′S 143°25′E / 6.133°S 143.417°E
尼帕-庫圖布縣（英語：Nipa-Kutubu District），是巴布亞新畿內亞南高地省的縣份之一，位於新畿內亞島東部，首府設於尼帕，面積6,794平方公里，2011年人口147,005，人口密度每平方公里22人。